# 李成性
李成性（1596年8月29日—17世紀），字伯存，北直隸興州右屯衛軍籍，永平府遷安縣人，清朝政治人物。

## 生平
李成性是天啟七年（1627年）丁卯科順天鄉試舉人，順治三年（1646年）成進士，先在大理寺觀政，後獲授新城知縣，撫綏殘破縣城有聲譽，不久請求退休，隱居在山莊讀書，縣人推崇為理學先型。

## 家族
曾祖李鉞；祖父李科；父李思問。

## 引用
1. 1 2  民國《遷安縣志·卷十三·人物篇》：李成性，順治丙戌進士，任山東新城令，撫綏殘邑、克著循聲，未幾乞休歸，隱居山莊讀書，嗜古髦年弗倦，鄉人推為理學先型。
2. 1 2  《順治三年丙戌科進士三代履歷》：李成性，曾祖鉞；祖科；父思問。伯存，易四房，丙申八月初六日生，遷安人，右屯衛籍，丁卯三十一名，會試一百三十一名，三甲二百二十七名，大理寺觀政，授山東新城知縣。